# Carex haydeniana
Carex haydeniana là một loài thực vật có hoa trong họ Cói. Loài này được Olney mô tả khoa học đầu tiên năm 1871.